# مارک بوآسو
مارک بوآسو (فرانسوی: Marc Bouissou‎; ۶ آوریل ۱۹۳۱ – ۲۳ نوامبر ۲۰۱۸) قایقران روئینگ اهل فرانسه بود.
وی در مسابقات کشوری و بین‌المللی در مجموع برندهٔ ۱ مدال نقره، ۱ مدال برنز شده‌است.